# Ericus Olai Huss
Ericus Olai Huss, född 1669 i Torps socken, Medelpad, död 11 juni 1727 i Bergs socken, Jämtland, var en svensk präst och riksdagsledamot.

## Biografi
Ericus Olai Huss var son till kyrkoherden i Torp, Olaus Erici Huss och Elisabeth Njurenia, och systers sonson till ärkebiskop Laurentius Stigzelius. Efter studier vid Uppsala universitet, prästvigdes Huss för en tjänst som sin faders adjunkt i Torp. 1698 flyttade han till Jämtland, då han utsågs till predikant vid Jämtlands regemente där han sedermera blev regementspastor. Tjänstebostället låg i Bergs socken, där han 1714 blev kyrkoherde.
Huss var fullmäktig vid riksdagen 1720.
Hustrun, Anna Drake, var dotter till Johannes Olai Drake. Dottern Christina var gift med Carl Hofverberg och sonen Johan Huss blev kyrkoherde i Revsund.